# Humaan choriongonadotrofine

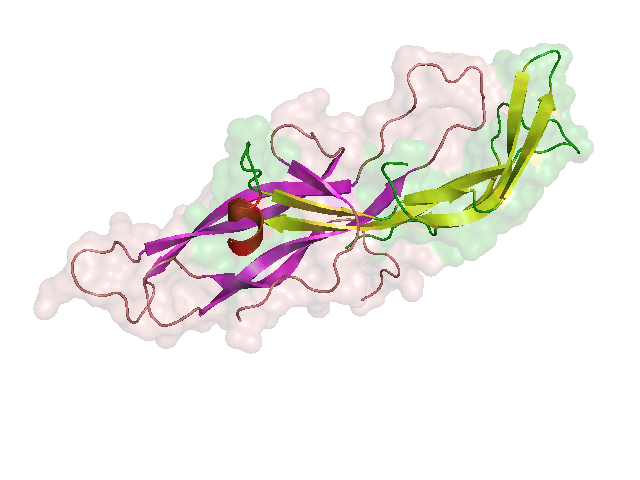
De structuur van hCG

Humaan choriongonadotrofine (hCG) is een hormoon dat tijdens een zwangerschap door de placenta wordt geproduceerd.
Vanaf de innesteling gaat de syncytiotrofoblast, een weefsel dat ontstaat na innesteling van een bevruchte eicel in de baarmoederwand, hCG produceren.
In de urine van de vrouw is dit soms al 2 weken na de bevruchting aantoonbaar (1 dag over tijd). Zwangerschapstesten zijn hierop gebaseerd. De functie van hCG voorkomt het afsterven van het corpus luteum, ook het gele lichaam genoemd, na de bevruchting. Het corpus luteum produceert progesteron. hCG is ook verantwoordelijk voor braakverschijnselen bij het begin van de zwangerschap.

## Achtergrond
Humaan choriongonadotrofine oftewel hCG is een glycoproteïne met een alfa- een bèta-keten. De biologische werking wordt bepaald door de 24 C-terminale aminozuren van de bèta-keten. De alfa-keten is analoog aan die van LH, FSH en TSH.

## Tumormarker
Onder pathologische omstandigheden wordt hCG of de vrije bèta-keten geproduceerd door bepaalde tumoren. Bij Europees kampioen Tienkamp, Thomas Van Der Plaetsen, wees hCG in 2014 op teelbalkanker.

## Zwangerschap
hCG kan gemeten worden in urine en bloed met behulp van immunochemische methoden. De referentiewaarden kunnen per laboratorium verschillen omdat er een verschil bestaat in het herkennen van de verschillende vormen van hCG. Voor de urinebepaling is de eerste ochtendportie het meest geschikt. Tot ongeveer de zevende week van de zwangerschap verdubbelen de serumconcentraties van hCG zich iedere 2 dagen. De productiesnelheid neemt vanaf de zevende week af. Tijdens de negende tot tiende week worden de hoogste hCG-serumconcentraties gemeten in de moeder. De bepaling van de bèta-hCG wordt ook gebruikt voor de risicoschatting van downsyndroom (trisomie 21) en trisomie 13. Een hogere concentratie bèta-hCG dan verwacht kan wijzen op trisomie 21. Een lagere concentratie bèta-hCG dan verwacht kan wijzen op trisomie 13.

## Extra-uteriene zwangerschap
Bij een extra-uteriene zwangerschap stijgen de hCG-concentraties minder snel dan tijdens een normale zwangerschap. Er worden dan zelden serumwaarden gevonden hoger dan 10.000 U/l.

## Valkuilen bij hCG-metingen
De gemeten hCG-waarden in de urine worden beïnvloed door contaminatie van de urine met bloed. Ook een te sterk verdunde urine kan leiden tot foutieve uitslagen.

## Opmerkingen
De organisatie Moeders voor Moeders zamelt urine van zwangere vrouwen in om de hCG te gebruiken voor de productie van Pregnyl, een medicijn dat onder andere wordt gebruikt bij vruchtbaarheidsbehandelingen, zoals IVF en IUI.

## Afslankmiddel
hCG wordt ook verkocht als afslankmethode (hoewel er geen wetenschappelijk bewijs is dat hCG effectief is in de behandeling van overgewicht). De kuur wordt toegediend door middel van injecties in combinatie met een streng dieet. Dr. Simeons beschrijft in zijn boek "Een nieuwe geneeswijze van vetzucht", hoe vetzucht hiermee genezen kan worden. Enkele verzekeringsmaatschappijen vergoeden de behandelingen, indien men alternatieve geneeswijzen in het pakket heeft. De toepassing wordt soms als omstreden gezien, aangezien het aanbod van hCG beperkt zou zijn en sommige mensen van mening zijn dat de beschikbare hoeveelheid beter gebruikt kan worden bij vruchtbaarheidsbehandelingen.

## Medische tuchtcolleges over het gebruik als afslankmiddel
Op 28 september 2002 legde het Nederlandse Regionaal Medisch Tuchtcollege te Zwolle een voormalig huisarts een waarschuwing op, inzake het buiten de geregistreerde indicatie voorschrijven en toepassen van hCG bij overgewicht. Op 23 oktober 2003 werd het hoger beroep door het Centraal Medisch Tuchtcollege verworpen, waardoor de veroordeling in stand bleef.
Op 24 december 2009 beantwoordde de minister van VWS Kamervragen over dit off-labelgebruik.
Op 7 mei 2014 vernietigde in hoogste instantie De Raad van State een bestuurlijke boete die de minister had opgelegd aan een firma, die het middel gebruikte als hulp bij het afslanken.